# WTAアワード
WTAアワード（WTA Awards）は、毎年3月に女子テニス協会が開催する賞である。記者や選手達の投票によってその年に顕著な活躍をした選手やダブルスペア等に贈られる。

## 年間最優秀選手
| 年   | 受賞選手                   | 国               |
| ---- | -------------------------- | ---------------- |
| 1977 | バージニア・ウェード       | イギリス         |
| 1978 | マルチナ・ナブラチロワ     | チェコスロバキア |
| 1979 | マルチナ・ナブラチロワ (2) | チェコスロバキア |
| 1980 | トレーシー・オースチン     | アメリカ合衆国   |
| 1981 | クリス・エバート・ロイド   | アメリカ合衆国   |
| 1982 | マルチナ・ナブラチロワ (3) | アメリカ合衆国   |
| 1983 | マルチナ・ナブラチロワ (4) | アメリカ合衆国   |
| 1984 | マルチナ・ナブラチロワ (5) | アメリカ合衆国   |
| 1985 | マルチナ・ナブラチロワ (6) | アメリカ合衆国   |
| 1986 | マルチナ・ナブラチロワ (7) | アメリカ合衆国   |
| 1987 | シュテフィ・グラフ         | 西ドイツ         |
| 1988 | シュテフィ・グラフ (2)     | 西ドイツ         |
| 1989 | シュテフィ・グラフ (3)     | 西ドイツ         |
| 1990 | シュテフィ・グラフ (4)     | ドイツ           |
| 1991 | モニカ・セレシュ           | ユーゴスラビア   |
| 1992 | モニカ・セレシュ (2)       | ユーゴスラビア   |
| 1993 | シュテフィ・グラフ (5)     | ドイツ           |
| 1994 | シュテフィ・グラフ (6)     | ドイツ           |
| 1995 | シュテフィ・グラフ (7)     | ドイツ           |
| 1996 | シュテフィ・グラフ (8)     | ドイツ           |
| 1997 | マルチナ・ヒンギス         | スイス           |
| 1998 | リンゼイ・ダベンポート     | アメリカ合衆国   |
| 1999 | リンゼイ・ダベンポート (2) | アメリカ合衆国   |
| 2000 | ビーナス・ウィリアムズ     | アメリカ合衆国   |
| 2001 | ジェニファー・カプリアティ | アメリカ合衆国   |
| 2002 | セリーナ・ウィリアムズ     | アメリカ合衆国   |
| 2003 | ジュスティーヌ・エナン     | ベルギー         |
| 2004 | マリア・シャラポワ         | ロシア           |
| 2005 | キム・クライシュテルス     | ベルギー         |
| 2006 | アメリ・モレスモ           | フランス         |
| 2007 | ジュスティーヌ・エナン (2) | ベルギー         |
| 2008 | セリーナ・ウィリアムズ (2) | アメリカ合衆国   |
| 2009 | セリーナ・ウィリアムズ (3) | アメリカ合衆国   |
| 2010 | キム・クライシュテルス (2) | ベルギー         |
| 2011 | ペトラ・クビトバ           | チェコ           |
| 2012 | セリーナ・ウィリアムズ (4) | アメリカ合衆国   |
| 2013 | セリーナ・ウィリアムズ (5) | アメリカ合衆国   |
| 2014 | セリーナ・ウィリアムズ (6) | アメリカ合衆国   |
| 2015 | セリーナ・ウィリアムズ (7) | アメリカ合衆国   |
| 2016 | アンゲリク・ケルバー       | ドイツ           |
| 2017 | ガルビネ・ムグルサ         | スペイン         |
| 2018 | シモナ・ハレプ             | ルーマニア       |
| 2019 | アシュリー・バーティ       | オーストラリア   |
| 2020 | ソフィア・ケニン           | アメリカ合衆国   |
| 2021 | アシュリー・バーティ (2)   | オーストラリア   |
| 2022 | イガ・シフィオンテク       | ポーランド       |
| 2023 | イガ・シフィオンテク (2)   | ポーランド       |
| 2024 | アリーナ・サバレンカ       | ベラルーシ       |

## 年間最優秀ダブルスチーム
| 年   | 受賞ペア                                                  |
| ---- | --------------------------------------------------------- |
| 1977 | マルチナ・ナブラチロワ & ベティ・ストーブ                 |
| 1978 | ビリー・ジーン・キング & マルチナ・ナブラチロワ (2)       |
| 1979 | ビリー・ジーン・キング (2) & マルチナ・ナブラチロワ (3)   |
| 1980 | キャシー・ジョーダン & アン・スミス                       |
| 1981 | マルチナ・ナブラチロワ (4) & パム・シュライバー           |
| 1982 | マルチナ・ナブラチロワ (5) & パム・シュライバー (2)       |
| 1983 | マルチナ・ナブラチロワ (6) & パム・シュライバー (3)       |
| 1984 | マルチナ・ナブラチロワ (7) & パム・シュライバー (4)       |
| 1985 | マルチナ・ナブラチロワ (8) & パム・シュライバー (5)       |
| 1986 | マルチナ・ナブラチロワ (9) & パム・シュライバー (6)       |
| 1987 | マルチナ・ナブラチロワ (10) & パム・シュライバー (7)      |
| 1988 | マルチナ・ナブラチロワ (11) & パム・シュライバー (8)      |
| 1989 | ヤナ・ノボトナ & ヘレナ・スコバ                           |
| 1990 | ヤナ・ノボトナ (2) & ヘレナ・スコバ (2)                   |
| 1991 | ジジ・フェルナンデス & ヤナ・ノボトナ (3)                 |
| 1992 | ラリサ・ネーランド & ナターシャ・ズベレワ                 |
| 1993 | ジジ・フェルナンデス (2) & ナターシャ・ズベレワ (2)       |
| 1994 | ジジ・フェルナンデス (3) & ナターシャ・ズベレワ (3)       |
| 1995 | ジジ・フェルナンデス (4) & ナターシャ・ズベレワ (4)       |
| 1996 | ヤナ・ノボトナ (4) & アランチャ・サンチェス・ビカリオ     |
| 1997 | ジジ・フェルナンデス (5) & ナターシャ・ズベレワ (5)       |
| 1998 | マルチナ・ヒンギス & ヤナ・ノボトナ (5)                   |
| 1999 | マルチナ・ヒンギス (2) & アンナ・クルニコワ               |
| 2000 | セリーナ・ウィリアムズ & ビーナス・ウィリアムズ           |
| 2001 | リサ・レイモンド & レネ・スタブス                         |
| 2002 | ビルヒニア・ルアノ・パスクアル & パオラ・スアレス         |
| 2003 | ビルヒニア・ルアノ・パスクアル (2) & パオラ・スアレス (2) |
| 2004 | ビルヒニア・ルアノ・パスクアル (3) & パオラ・スアレス (3) |
| 2005 | リサ・レイモンド (2) & サマンサ・ストーサー               |
| 2006 | リサ・レイモンド (3) & サマンサ・ストーサー (2)           |
| 2007 | カーラ・ブラック & リーゼル・フーバー                     |
| 2008 | カーラ・ブラック (2) & リーゼル・フーバー (2)             |
| 2009 | セリーナ・ウィリアムズ (2) & ビーナス・ウィリアムズ (2)   |
| 2010 | ヒセラ・ドゥルコ & フラビア・ペンネッタ                   |
| 2011 | クベタ・ペシュケ & カタリナ・スレボトニク                 |
| 2012 | サラ・エラニ & ロベルタ・ビンチ                           |
| 2013 | サラ・エラニ (2) & ロベルタ・ビンチ (2)                   |
| 2014 | サラ・エラニ (3) & ロベルタ・ビンチ (3)                   |
| 2015 | サニア・ミルザ & マルチナ・ヒンギス (3)                   |
| 2016 | キャロリン・ガルシア & クリスティナ・ムラデノビッチ       |
| 2017 | 詹詠然 & マルチナ・ヒンギス (4)                           |
| 2018 | バルボラ・クレイチコバ & カテリナ・シニャコバ             |
| 2019 | ティメア・バボシュ & クリスティナ・ムラデノビッチ (2)     |
| 2020 | ティメア・バボシュ (2) & クリスティナ・ムラデノビッチ (3) |
| 2021 | バルボラ・クレイチコバ (2) & カテリナ・シニャコバ (2)     |
| 2022 | バルボラ・クレイチコバ (3) & カテリナ・シニャコバ (3)     |
| 2023 | ストーム・ハンター & エリーズ・メルテンス                 |
| 2024 | サラ・エラニ & ジャスミン・パオリーニ                     |

## 最も上達した選手賞
| 年   | 受賞選手                             | 国                     |
| ---- | ------------------------------------ | ---------------------- |
| 1977 | ウェンディ・ターンブル               | オーストラリア         |
| 1978 | バージニア・ルジッチ                 | ルーマニア             |
| 1979 | シルビア・ハニカ                     | 西ドイツ               |
| 1980 | ハナ・マンドリコワ                   | チェコスロバキア       |
| 1981 | バーバラ・ポッター                   | アメリカ合衆国         |
| 1982 | サビナ・シモンズ                     | イタリア               |
| 1983 | アンドレア・テメシュバリ             | ハンガリー             |
| 1984 | キャシー・ジョーダン                 | アメリカ合衆国         |
| 1985 | ヘレナ・スコバ                       | チェコスロバキア       |
| 1986 | シュテフィ・グラフ                   | 西ドイツ               |
| 1987 | ロリ・マクニール                     | アメリカ合衆国         |
| 1988 | アランチャ・サンチェス・ビカリオ     | スペイン               |
| 1989 | アランチャ・サンチェス・ビカリオ (2) | スペイン               |
| 1990 | モニカ・セレシュ                     | ユーゴスラビア         |
| 1991 | ガブリエラ・サバティーニ             | アルゼンチン           |
| 1992 | 伊達公子                             | 日本                   |
| 1993 | マグダレナ・マレーバ                 | ブルガリア             |
| 1994 | マリー・ピエルス                     | フランス               |
| 1995 | チャンダ・ルビン                     | アメリカ合衆国         |
| 1996 | マルチナ・ヒンギス                   | スイス                 |
| 1997 | アマンダ・クッツァー                 | 南アフリカ共和国       |
| 1998 | パティ・シュナイダー                 | スイス                 |
| 1999 | セリーナ・ウィリアムズ               | アメリカ合衆国         |
| 2000 | エレーナ・デメンチェワ               | ロシア                 |
| 2001 | ジュスティーヌ・エナン               | ベルギー               |
| 2002 | ダニエラ・ハンチュコバ               | スロバキア             |
| 2003 | ナディア・ペトロワ                   | ロシア                 |
| 2004 | マリア・シャラポワ                   | ロシア                 |
| 2005 | アナ・イバノビッチ                   | セルビア・モンテネグロ |
| 2006 | エレナ・ヤンコビッチ                 | セルビア               |
| 2007 | アナ・イバノビッチ (2)               | セルビア               |
| 2008 | ディナラ・サフィナ                   | ロシア                 |
| 2009 | ヤニナ・ウィックマイヤー             | ベルギー               |
| 2010 | フランチェスカ・スキアボーネ         | イタリア               |
| 2011 | ペトラ・クビトバ                     | チェコ                 |
| 2012 | サラ・エラニ                         | イタリア               |
| 2013 | シモナ・ハレプ                       | ルーマニア             |
| 2014 | ウージニー・ブシャール               | カナダ                 |
| 2015 | ティメア・バシンスキー               | スイス                 |
| 2016 | ジョアンナ・コンタ                   | イギリス               |
| 2017 | エレナ・オスタペンコ                 | ラトビア               |
| 2018 | キキ・ベルテンス                     | オランダ               |
| 2019 | ソフィア・ケニン                     | アメリカ合衆国         |
| 2020 | イガ・シフィオンテク                 | ポーランド             |
| 2021 | バルボラ・クレイチコバ               | チェコ                 |
| 2022 | ベアトリス・ハダッド・マイア         | ブラジル               |
| 2023 | 鄭欽文                               | 中国                   |
| 2024 | エマ・ナヴァッロ                     | アメリカ合衆国         |

## 年間最優秀新人賞
| 年   | 受賞選手                         | 国               |
| ---- | -------------------------------- | ---------------- |
| 1977 | トレーシー・オースチン           | アメリカ合衆国   |
| 1978 | パム・シュライバー               | アメリカ合衆国   |
| 1979 | キャシー・ジョーダン             | アメリカ合衆国   |
| 1980 | アンドレア・イエガー             | アメリカ合衆国   |
| 1981 | キャシー・リナルディ             | アメリカ合衆国   |
| 1982 | ジーナ・ガリソン                 | アメリカ合衆国   |
| 1983 | カーリン・バセット               | カナダ           |
| 1984 | マニュエラ・マレーバ             | ブルガリア       |
| 1985 | ガブリエラ・サバティーニ         | アルゼンチン     |
| 1986 | ステファニー・レイヒ             | アメリカ合衆国   |
| 1987 | アランチャ・サンチェス・ビカリオ | スペイン         |
| 1988 | ナターシャ・ズベレワ             | ソビエト連邦     |
| 1989 | コンチタ・マルティネス           | スペイン         |
| 1990 | ジェニファー・カプリアティ       | アメリカ合衆国   |
| 1991 | アンドレア・ストルナドワ         | チェコスロバキア |
| 1992 | デビー・グラハム                 | アメリカ合衆国   |
| 1993 | イバ・マヨリ                     | クロアチア       |
| 1994 | イリナ・スピールリア             | ルーマニア       |
| 1995 | マルチナ・ヒンギス               | スイス           |
| 1996 | アンナ・クルニコワ               | ロシア           |
| 1997 | ビーナス・ウィリアムズ           | アメリカ合衆国   |
| 1998 | セリーナ・ウィリアムズ           | アメリカ合衆国   |
| 1999 | キム・クライシュテルス           | ベルギー         |
| 2000 | ダヤ・ベダノワ                   | チェコ           |
| 2001 | ダニエラ・ハンチュコバ           | スロバキア       |
| 2002 | スベトラーナ・クズネツォワ       | ロシア           |
| 2003 | マリア・シャラポワ               | ロシア           |
| 2004 | タチアナ・ゴロビン               | フランス         |
| 2005 | サニア・ミルザ                   | インド           |
| 2006 | アグニエシュカ・ラドワンスカ     | ポーランド       |
| 2007 | アグネシュ・サバイ               | ハンガリー       |
| 2008 | キャロライン・ウォズニアッキ     | デンマーク       |
| 2009 | メラニー・ウダン                 | アメリカ合衆国   |
| 2010 | ペトラ・クビトバ                 | チェコ           |
| 2011 | イリーナ＝カメリア・ベグ         | ルーマニア       |
| 2012 | ローラ・ロブソン                 | イギリス         |
| 2013 | ウージニー・ブシャール           | カナダ           |
| 2014 | ベリンダ・ベンチッチ             | スイス           |
| 2015 | ダリア・ガブリロワ               | ロシア           |
| 2016 | 大坂なおみ                       | 日本             |
| 2017 | キャサリン・ベリス               | アメリカ合衆国   |
| 2018 | アリーナ・サバレンカ             | ベラルーシ       |
| 2019 | ビアンカ・アンドレースク         | カナダ           |
| 2020 | ナディア・ポドロスカ             | アルゼンチン     |
| 2021 | エマ・ラドゥカヌ                 | イギリス         |
| 2022 | 鄭欽文                           | 中国             |
| 2023 | ミラ・アンドレーワ               | ロシア           |
| 2024 | ルル・サン                       | ニュージーランド |

## カムバック賞
| 年   | 受賞選手                   | 国             |
| ---- | -------------------------- | -------------- |
| 1987 | ベッティーナ・バンジ       | 西ドイツ       |
| 1988 | パスカル・パラディ         | フランス       |
| 1989 | キャシー・リナルディ       | アメリカ合衆国 |
| 1990 | エリザベス・スマイリー     | オーストラリア |
| 1991 | ステファニー・レイヒ       | アメリカ合衆国 |
| 1992 | ジェニー・バーン           | オーストラリア |
| 1993 | エリザベス・スマイリー (2) | オーストラリア |
| 1994 | メレディス・マグラス       | アメリカ合衆国 |
| 1995 | モニカ・セレシュ           | アメリカ合衆国 |
| 1996 | ジェニファー・カプリアティ | アメリカ合衆国 |
| 1997 | マリー・ピエルス           | フランス       |
| 1998 | モニカ・セレシュ (2)       | アメリカ合衆国 |
| 1999 | サビーネ・アペルマンス     | ベルギー       |
| 2000 | イバ・マヨリ               | クロアチア     |
| 2001 | バルバラ・シュワルツ       | オーストリア   |
| 2002 | コリーナ・モラリュー       | アメリカ合衆国 |
| 2003 | アメリ・モレスモ           | フランス       |
| 2004 | セリーナ・ウィリアムズ     | アメリカ合衆国 |
| 2005 | キム・クライシュテルス     | ベルギー       |
| 2006 | マルチナ・ヒンギス         | スイス         |
| 2007 | リンゼイ・ダベンポート     | アメリカ合衆国 |
| 2008 | 鄭潔                       | 中国           |
| 2009 | キム・クライシュテルス (2) | ベルギー       |
| 2010 | ジュスティーヌ・エナン     | ベルギー       |
| 2011 | ザビーネ・リシキ           | ドイツ         |
| 2012 | ヤロスラワ・シュウェドワ   | カザフスタン   |
| 2013 | アリサ・クレイバノワ       | ロシア         |
| 2014 | ミリヤナ・ルチッチ＝バロニ | クロアチア     |
| 2015 | ビーナス・ウィリアムズ     | アメリカ合衆国 |
| 2016 | ドミニカ・チブルコバ       | スロバキア     |
| 2017 | スローン・スティーブンス   | アメリカ合衆国 |
| 2018 | セリーナ・ウィリアムズ (2) | アメリカ合衆国 |
| 2019 | ベリンダ・ベンチッチ       | スイス         |
| 2020 | ビクトリア・アザレンカ     | ベラルーシ     |
| 2021 | カルラ・スアレス・ナバロ   | スペイン       |
| 2022 | タチヤナ・マリア           | ドイツ         |
| 2023 | エリナ・スビトリナ         | ウクライナ     |
| 2024 | パウラ・バドサ             | スペイン       |

## ピーチー・ケルメイヤー・プレイヤーサービス賞
WTAツアーの前身であるVirginia Slims Circuitの初代ツアーディレクターを務めたピーチー・ケルメイヤーにちなみ名付けられた賞で、選手会への貢献や他の選手達に代わって率先した行動した選手へ贈られる。2020年には、新型コロナウイルス感染症の世界的流行によるツアー中断後、「ツアーが安全かつ成功裡に再開するための提案を議論しフィードバックを得ることに一生懸命に取り組み、全員が仲間の選手のために献身的に尽力した」としてWTA選手協議会のメンバー全員に賞が贈られた。
| 年   | 受賞選手                         | 国               |
| ---- | -------------------------------- | ---------------- |
| 1977 | ジム・ベインブリッジ             | アメリカ合衆国   |
| 1978 | トリッシュ・フォークナー         | アメリカ合衆国   |
| 1979 | エディ・マクゴールドリック       | アメリカ合衆国   |
| 1980 | ダイアン・デスフォー             | アメリカ合衆国   |
| 1981 | バーバラ・ジョーダン             | アメリカ合衆国   |
| 1982 | ダイアン・デスフォー (2)         | アメリカ合衆国   |
| 1983 | レレ・フォロード                 | アメリカ合衆国   |
| 1984 | キム・シーファー                 | アメリカ合衆国   |
| 1985 | クリス・エバート                 | アメリカ合衆国   |
| 1986 | マルセラ・メスカー               | オランダ         |
| 1987 | クリス・エバート (2)             | アメリカ合衆国   |
| 1988 | キャンディ・レイノルズ           | アメリカ合衆国   |
| 1989 | メルセデス・パス                 | アルゼンチン     |
| 1990 | ウェンディ・ターンブル           | オーストラリア   |
| 1991 | キャシー・ジョーダン             | アメリカ合衆国   |
| 1992 | エリーゼ・バーギン               | アメリカ合衆国   |
| 1993 | パム・シュライバー               | アメリカ合衆国   |
| 1994 | マリアンヌ・ウェーデル           | アメリカ合衆国   |
| 1995 | マリアンヌ・ウェーデル (2)       | アメリカ合衆国   |
| 1996 | カトリナ・アダムズ               | アメリカ合衆国   |
| 1997 | カトリナ・アダムズ (2)           | アメリカ合衆国   |
| 1998 | ヨアネット・クルーガー           | 南アフリカ共和国 |
| 1999 | ニコル・プラット                 | オーストラリア   |
| 2000 | ニコル・プラット (2)             | オーストラリア   |
| 2001 | ニコル・プラット (3)             | オーストラリア   |
| 2002 | 該当者無し                       | 該当者無し       |
| 2003 | キム・クライシュテルス           | ベルギー         |
| 2004 | ニコル・プラット (4)             | オーストラリア   |
| 2005 | リーゼル・フーバー               | アメリカ合衆国   |
| 2006 | キム・クライシュテルス (2)       | ベルギー         |
| 2007 | リーゼル・フーバー (2)           | アメリカ合衆国   |
| 2008 | リーゼル・フーバー (3)           | アメリカ合衆国   |
| 2009 | リーゼル・フーバー (4)           | アメリカ合衆国   |
| 2010 | キム・クライシュテルス (3)       | ベルギー         |
| 2011 | フランチェスカ・スキアボーネ     | イタリア         |
| 2012 | ビーナス・ウィリアムズ           | アメリカ合衆国   |
| 2013 | ビーナス・ウィリアムズ (2)       | アメリカ合衆国   |
| 2014 | ルーシー・サファロバ             | チェコ           |
| 2015 | ルーシー・サファロバ (2)         | チェコ           |
| 2016 | ルーシー・サファロバ (3)         | チェコ           |
| 2017 | ルーシー・サファロバ (4)         | チェコ           |
| 2018 | ベサニー・マテック＝サンズ       | アメリカ合衆国   |
| 2019 | ガブリエラ・ダブロウスキー       | カナダ           |
| 2020 | クリスティ・アン                 | アメリカ合衆国   |
| 2020 | ガブリエラ・ダブロウスキー (2)   | カナダ           |
| 2020 | マディソン・キーズ               | アメリカ合衆国   |
| 2020 | ジョアンナ・コンタ               | イギリス         |
| 2020 | アレクサンドラ・クルニッチ       | セルビア         |
| 2020 | クリスティナ・マクヘール         | アメリカ合衆国   |
| 2020 | クリスティナ・ムラデノビッチ     | フランス         |
| 2020 | アナスタシア・パブリュチェンコワ | ロシア           |
| 2020 | スローン・スティーブンス         | アメリカ合衆国   |
| 2020 | ドナ・ベキッチ                   | クロアチア       |
| 2021 | クリスティ・アン (2)             | アメリカ合衆国   |
| 2022 | ガブリエラ・ダブロウスキー (3)   | カナダ           |
| 2023 | オンス・ジャバー                 | チュニジア       |

## カレン・クランツケ スポーツマンシップ賞
1977年にジョギング中の心臓発作により31歳で急死したテニス選手、カレン・クランツケ（オーストラリア）の功績を讃えると共に1978年に創設された部門である。WTAツアーにおいてその年に最もスポーツマンシップに則ったプレーをした人物が選ばれ表彰される。
| 年   | 受賞選手                       | 国               |
| ---- | ------------------------------ | ---------------- |
| 1978 | イボンヌ・グーラゴング         | オーストラリア   |
| 1979 | クリス・エバート               | アメリカ合衆国   |
| 1980 | イボンヌ・グーラゴング (2)     | オーストラリア   |
| 1981 | ダイアン・デスフォー           | アメリカ合衆国   |
| 1982 | ナンシー・ヤージン             | アメリカ合衆国   |
| 1983 | シャロン・ウォルシュ＝ピート   | アメリカ合衆国   |
| 1984 | マルセラ・メスカー             | オランダ         |
| 1985 | ピーナット・ルイ・ハーパー     | アメリカ合衆国   |
| 1986 | ピーナット・ルイ・ハーパー (2) | アメリカ合衆国   |
| 1987 | アン・ミンター                 | オーストラリア   |
| 1988 | スベトラーナ・パルホメンコ     | ソビエト連邦     |
| 1989 | グレッチェン・メジャーズ       | アメリカ合衆国   |
| 1990 | メルセデス・パス               | アルゼンチン     |
| 1991 | ジュディス・ウィーズナー       | オーストリア     |
| 1992 | ジル・ヘザリントン             | カナダ           |
| 1993 | ニコル・アレント               | アメリカ合衆国   |
| 1994 | キンバリー・ポー               | アメリカ合衆国   |
| 1995 | アマンダ・クッツァー           | 南アフリカ共和国 |
| 1996 | ヤユク・バスキ                 | インドネシア     |
| 1997 | アマンダ・クッツァー (2)       | 南アフリカ共和国 |
| 1998 | ヤユク・バスキ (2)             | インドネシア     |
| 1999 | 杉山愛                         | 日本             |
| 2000 | キム・クライシュテルス         | ベルギー         |
| 2001 | キム・クライシュテルス (2)     | ベルギー         |
| 2002 | キム・クライシュテルス (3)     | ベルギー         |
| 2003 | キム・クライシュテルス (4)     | ベルギー         |
| 2004 | リンゼイ・ダベンポート         | アメリカ合衆国   |
| 2005 | キム・クライシュテルス (5)     | ベルギー         |
| 2006 | キム・クライシュテルス (6)     | ベルギー         |
| 2007 | アナ・イバノビッチ             | セルビア         |
| 2008 | エレーナ・デメンチェワ         | ロシア           |
| 2009 | キム・クライシュテルス (7)     | ベルギー         |
| 2010 | エレーナ・デメンチェワ (2)     | ロシア           |
| 2011 | ペトラ・クビトバ               | チェコ           |
| 2012 | キム・クライシュテルス (8)     | ベルギー         |
| 2013 | ペトラ・クビトバ (2)           | チェコ           |
| 2014 | ペトラ・クビトバ (3)           | チェコ           |
| 2015 | ペトラ・クビトバ (4)           | チェコ           |
| 2016 | ペトラ・クビトバ (5)           | チェコ           |
| 2017 | ペトラ・クビトバ (6)           | チェコ           |
| 2018 | ペトラ・クビトバ (7)           | チェコ           |
| 2019 | ペトラ・クビトバ (8)           | チェコ           |
| 2020 | マリエ・ボウズコバ             | チェコ           |
| 2021 | カルラ・スアレス・ナバロ       | スペイン         |
| 2022 | オンス・ジャバー               | チュニジア       |
| 2023 | オンス・ジャバー (2)           | チュニジア       |

## ダイヤモンドエース
| 年   | 受賞選手                         | 国               |
| ---- | -------------------------------- | ---------------- |
| 1995 | アランチャ・サンチェス・ビカリオ | スペイン         |
| 1996 | ガブリエラ・サバティーニ         | アルゼンチン     |
| 1997 | アマンダ・クッツァー             | 南アフリカ共和国 |
| 1998 | リンゼイ・ダベンポート           | アメリカ合衆国   |
| 1999 | リンゼイ・ダベンポート (2)       | アメリカ合衆国   |
| 2000 | マルチナ・ヒンギス               | スイス           |
| 2001 | マルチナ・ヒンギス (2)           | スイス           |
| 2002 | 該当者無し                       | 該当者無し       |
| 2003 | 該当者無し                       | 該当者無し       |
| 2004 | アナスタシア・ミスキナ           | ロシア           |
| 2005 | アナスタシア・ミスキナ (2)       | ロシア           |
| 2006 | スベトラーナ・クズネツォワ       | ロシア           |
| 2007 | エレナ・ヤンコビッチ             | セルビア         |
| 2008 | アナ・イバノビッチ               | セルビア         |
| 2009 | エレーナ・デメンチェワ           | ロシア           |
| 2010 | サマンサ・ストーサー             | オーストラリア   |
| 2011 | キャロライン・ウォズニアッキ     | デンマーク       |
| 2012 | ビクトリア・アザレンカ           | ベラルーシ       |
| 2013 | ビクトリア・アザレンカ (2)       | ベラルーシ       |
| 2014 | ペトラ・クビトバ                 | チェコ           |
| 2015 | キャロライン・ウォズニアッキ (2) | デンマーク       |
| 2016 | シモナ・ハレプ                   | ルーマニア       |
| 2017 | アンゲリク・ケルバー             | ドイツ           |
| 2018 | エリナ・スビトリナ               | ウクライナ       |
| 2019 | キキ・ベルテンス                 | オランダ         |
| 2020 | 該当者無し                       | 該当者無し       |
| 2021 | 該当者無し                       | 該当者無し       |
| 2022 | マリア・サッカリ                 | ギリシャ         |
| 2023 | ジェシカ・ペグラ                 | アメリカ合衆国   |

## WTAコーチ・オブ・ザ・イヤー
| 年   | 受賞コーチ                     | 国             | そのコーチが指導する選手 |
| ---- | ------------------------------ | -------------- | ------------------------ |
| 2018 | サーシャ・バイン               | ドイツ         | 大坂なおみ               |
| 2019 | クレイグ・ティザー             | オーストラリア | アシュリー・バーティ     |
| 2020 | ピオトル・シェルツプトウスキー | ポーランド     | イガ・シフィオンテク     |
| 2021 | コンチタ・マルティネス         | スペイン       | ガルビネ・ムグルサ       |
| 2022 | デビッド・ウィット             | アメリカ合衆国 | ジェシカ・ペグラ         |
| 2023 | トマシュ・ヴィクトロフスキー   | ポーランド     | イガ・シフィオンテク     |

## 年間最優秀人道支援賞
その年に慈善活動や人道支援活動等に最も貢献した選手を表彰する部門である。
| 年   | 受賞選手               | 国             |
| ---- | ---------------------- | -------------- |
| 2005 | リーゼル・フーバー     | アメリカ合衆国 |
| 2006 | キム・クライシュテルス | ベルギー       |
| 2007 | リーゼル・フーバー (2) | アメリカ合衆国 |
| 2008 | アナ・イバノビッチ     | セルビア       |
| 2010 | マリア・シャラポワ     | ロシア         |

## 年間最優秀トーナメント
選手に対するホスピタリティの高さや大会運営が滞りなかったか等を総合的に判断し、最も素晴らしいトーナメントを開催した大会に贈られる賞である。旧ツアー制度の2007年まではティア1・ティア2大会のみが選考対象、新ツアー制度移行後の2008年からはプレミア大会部門とインターナショナル大会部門を新たに設け、それぞれ最優秀大会が選定されている。

### 最優秀プレミア大会
| 年   | 受賞大会                                           | 開催都市             | 開催国           |
| ---- | -------------------------------------------------- | -------------------- | ---------------- |
| 1995 | リプトン・チャンピオンシップ                       | マイアミ             | アメリカ合衆国   |
| 1996 | トーシバ・クラシック                               | サンディエゴ         | アメリカ合衆国   |
| 1997 | ステートファーム・エバート・カップ                 | インディアンウェルズ | アメリカ合衆国   |
| 1998 | デュモーリエ・オープン                             | モントリオール       | カナダ           |
| 1999 | デュモーリエ・オープン                             | トロント             | カナダ           |
| 2000 | デュモーリエ・オープン                             | モントリオール       | カナダ           |
| 2001 | ドバイ・デューティー・フリー・ウィメンズ・オープン | ドバイ               | アラブ首長国連邦 |
| 2002 | ドバイ・デューティー・フリー・ウィメンズ・オープン | ドバイ               | アラブ首長国連邦 |
| 2003 | クレムリン・カップ                                 | モスクワ             | ロシア           |
| 2004 | ナスダック100オープン                              | マイアミ             | アメリカ合衆国   |
| 2005 | パシフィック・ライフ・オープン                     | インディアンウェルズ | アメリカ合衆国   |
| 2006 | パシフィック・ライフ・オープン                     | インディアンウェルズ | アメリカ合衆国   |
| 2007 | ポルシェ・テニス・グランプリ                       | シュトゥットガルト   | ドイツ           |
| 2008 | ポルシェ・テニス・グランプリ                       | シュトゥットガルト   | ドイツ           |
| 2009 | BNPパリバ・オープン                                | インディアンウェルズ | アメリカ合衆国   |
| 2010 | ポルシェ・テニス・グランプリ                       | シュトゥットガルト   | ドイツ           |
| 2011 | ポルシェ・テニス・グランプリ                       | シュトゥットガルト   | ドイツ           |
| 2012 | ポルシェ・テニス・グランプリ                       | シュトゥットガルト   | ドイツ           |
| 2013 | BNPパリバ・オープン                                | インディアンウェルズ | アメリカ合衆国   |
| 2014 | ポルシェ・テニス・グランプリ                       | シュトゥットガルト   | ドイツ           |
| 2015 | ポルシェ・テニス・グランプリ                       | シュトゥットガルト   | ドイツ           |
| 2016 | ポルシェ・テニス・グランプリ                       | シュトゥットガルト   | ドイツ           |
| 2017 | ポルシェ・テニス・グランプリ                       | シュトゥットガルト   | ドイツ           |
| 2018 | サンクトペテルブルク・レディース・トロフィー       | サンクトペテルブルク | ロシア           |
| 2019 | サンクトペテルブルク・レディース・トロフィー       | サンクトペテルブルク | ロシア           |
| 2019 | ポルシェ・テニス・グランプリ                       | シュトゥットガルト   | ドイツ           |
| 2020 | 表彰無し                                           | 表彰無し             | 表彰無し         |
| 2021 | サンクトペテルブルク・レディース・トロフィー       | サンクトペテルブルク | ロシア           |
| 2022 | ボルボ・カーズ・オープン                           | チャールストン       | アメリカ合衆国   |

### 最優秀インターナショナル大会
| 年   | 受賞大会                                   | 開催都市               | 開催国                 |
| ---- | ------------------------------------------ | ---------------------- | ---------------------- |
| 1995 | ベル・チャレンジ                           | ケベック・シティー     | カナダ                 |
| 1996 | ベル・チャレンジ                           | ケベック・シティー     | カナダ                 |
| 1997 | ベル・チャレンジ                           | ケベック・シティー     | カナダ                 |
| 1998 | ベル・チャレンジ                           | ケベック・シティー     | カナダ                 |
| 1999 | ベル・チャレンジ                           | ケベック・シティー     | カナダ                 |
| 2000 | ベル・チャレンジ                           | ケベック・シティー     | カナダ                 |
| 2001 | アビエルト・メキシコ・テルセル             | アカプルコ             | メキシコ               |
| 2002 | アビエルト・メキシコ・テルセル             | アカプルコ             | メキシコ               |
| 2003 | アンクル・トビーズ・ハードコート           | ゴールドコースト       | オーストラリア         |
| 2004 | アビエルト・メキシコ・テルセル             | アカプルコ             | メキシコ               |
| 2004 | ベル・チャレンジ                           | ケベック・シティー     | カナダ                 |
| 2005 | ベル・チャレンジ                           | ケベック・シティー     | カナダ                 |
| 2006 | アビエルト・メキシコ・テルセル             | アカプルコ             | メキシコ               |
| 2007 | コモンウェルス・バンク・テニス・クラシック | バリ島                 | インドネシア           |
| 2008 | コモンウェルス・バンク・テニス・クラシック | バリ島                 | インドネシア           |
| 2009 | アビエルト・メキシコ・テルセル             | アカプルコ             | メキシコ               |
| 2010 | PTTパタヤ・オープン                        | パッタヤー             | タイ                   |
| 2011 | アビエルト・メキシコ・テルセル             | アカプルコ             | メキシコ               |
| 2012 | スウェーデン・オープン                     | ボースタード           | スウェーデン           |
| 2013 | アビエルト・メキシコ・テルセル             | アカプルコ             | メキシコ               |
| 2014 | この間は地域別に授賞。                     | この間は地域別に授賞。 | この間は地域別に授賞。 |
| 2015 | この間は地域別に授賞。                     | この間は地域別に授賞。 | この間は地域別に授賞。 |
| 2016 | この間は地域別に授賞。                     | この間は地域別に授賞。 | この間は地域別に授賞。 |
| 2017 | アビエルト・メキシコ・テルセル             | アカプルコ             | メキシコ               |
| 2018 | プルデンシャル香港テニスオープン           | 香港                   | 香港                   |
| 2019 | ASBクラシック                              | オークランド           | ニュージーランド       |
| 2019 | アビエルト・メキシコ・テルセル             | アカプルコ             | メキシコ               |
| 2020 | 表彰無し                                   | 表彰無し               | 表彰無し               |
| 2021 | テネリフェ・レディース・オープン           | テネリフェ             | スペイン               |
| 2021 | フィリップ・アイランド・トロフィー         | メルボルン             | オーストラリア         |
| 2022 | トランシルバニア・オープン                 | クルジュ＝ナポカ       | ルーマニア             |

#### アメリカ
| 年   | 受賞大会                       | 開催都市   | 開催国   |
| ---- | ------------------------------ | ---------- | -------- |
| 2014 | アビエルト・メキシコ・テルセル | アカプルコ | メキシコ |
| 2015 | アビエルト・メキシコ・テルセル | アカプルコ | メキシコ |
| 2016 | アビエルト・メキシコ・テルセル | アカプルコ | メキシコ |

#### アジア太平洋
| 年   | 受賞大会      | 開催都市     | 開催国           |
| ---- | ------------- | ------------ | ---------------- |
| 2014 | ASBクラシック | オークランド | ニュージーランド |
| 2015 | ASBクラシック | オークランド | ニュージーランド |
| 2016 | ASBクラシック | オークランド | ニュージーランド |

#### ヨーロッパ・中東
| 年   | 受賞大会               | 開催都市     | 開催国       |
| ---- | ---------------------- | ------------ | ------------ |
| 2014 | スウェーデン・オープン | ボースタード | スウェーデン |
| 2015 | スウェーデン・オープン | ボースタード | スウェーデン |
| 2016 | スウェーデン・オープン | ボースタード | スウェーデン |

## ファンが選ぶ最も好きなシングルスプレーヤー
| 年   | 受賞選手                         | 国         |
| ---- | -------------------------------- | ---------- |
| 2009 | エレーナ・デメンチェワ           | ロシア     |
| 2010 | マリア・シャラポワ               | ロシア     |
| 2011 | アグニエシュカ・ラドワンスカ     | ポーランド |
| 2012 | アグニエシュカ・ラドワンスカ (2) | ポーランド |
| 2013 | アグニエシュカ・ラドワンスカ (3) | ポーランド |
| 2014 | アグニエシュカ・ラドワンスカ (4) | ポーランド |
| 2015 | アグニエシュカ・ラドワンスカ (5) | ポーランド |
| 2016 | アグニエシュカ・ラドワンスカ (6) | ポーランド |
| 2017 | シモナ・ハレプ                   | ルーマニア |
| 2018 | シモナ・ハレプ (2)               | ルーマニア |
| 2019 | シモナ・ハレプ (3)               | ルーマニア |
| 2020 | イガ・シフィオンテク             | ポーランド |

## ファンが選ぶ最も好きなダブルスチーム
| 年   | 受賞ペア                                                  |
| ---- | --------------------------------------------------------- |
| 2009 | セリーナ・ウィリアムズ & ビーナス・ウィリアムズ           |
| 2010 | セリーナ・ウィリアムズ (2) & ビーナス・ウィリアムズ (2)   |
| 2011 | マリア・キリレンコ & ビクトリア・アザレンカ               |
| 2012 | セリーナ・ウィリアムズ (3) & ビーナス・ウィリアムズ (3)   |
| 2013 | エカテリーナ・マカロワ & エレーナ・ベスニナ               |
| 2014 | サラ・エラニ & ロベルタ・ビンチ                           |
| 2015 | セリーナ・ウィリアムズ (4) & キャロライン・ウォズニアッキ |

## ファンが選ぶ最も好きなショット
| 年   | 受賞選手                         | 国         | 大会                                 |
| ---- | -------------------------------- | ---------- | ------------------------------------ |
| 2013 | アグニエシュカ・ラドワンスカ     | ポーランド | ソニー・オープン・テニス準々決勝     |
| 2014 | アグニエシュカ・ラドワンスカ (2) | ポーランド | ロジャーズ・カップ準決勝             |
| 2015 | アグニエシュカ・ラドワンスカ (3) | ポーランド | WTAファイナルズ決勝                  |
| 2016 | アグニエシュカ・ラドワンスカ (4) | ポーランド | BNPパリバ・オープン3回戦             |
| 2017 | アグニエシュカ・ラドワンスカ (5) | ポーランド | 武漢オープン2回戦                    |
| 2018 | シモナ・ハレプ                   | ルーマニア | マイアミ・オープン3回戦              |
| 2019 | イガ・シフィオンテク             | ポーランド | レディース・オープン・ルガーノ準決勝 |
| 2020 | マグダ・リネッテ                 | ポーランド | トヨタ・タイ・オープン2回戦          |
| 2021 | シモナ・ハレプ (2)               | ルーマニア | トランシルバニア・オープン1回戦      |
| 2022 | イガ・シフィオンテク (2)         | ポーランド | マイアミ・オープン3回戦              |
| 2023 | オンス・ジャバー                 | チュニジア | ボルボ・カーズ・オープン決勝         |

## ファンが選ぶ最も好きな試合
| 年   | 受賞試合                                                | 大会                       | 結果                    |
| ---- | ------------------------------------------------------- | -------------------------- | ----------------------- |
| 2013 | マリア・シャラポワ vs. ビクトリア・アザレンカ           | 全仏オープン準決勝         | 6–1, 2–6, 6–4           |
| 2014 | セリーナ・ウィリアムズ vs. キャロライン・ウォズニアッキ | WTAファイナルズ準決勝      | 2–6, 6–3, 7–6(8–6)      |
| 2015 | アグニエシュカ・ラドワンスカ vs. ガルビネ・ムグルサ     | WTAファイナルズ準決勝      | 6–7(5–7), 6–3, 7–5      |
| 2016 | ペトラ・クビトバ vs. アンゲリク・ケルバー               | 武漢オープン3回戦          | 6–7(10–12), 7–5, 6–4    |
| 2017 | キャロリン・ガルシア vs. エリナ・スビトリナ             | チャイナ・オープン準々決勝 | 6–7(5–7), 7–5, 7–6(8–6) |
| 2018 | シモナ・ハレプ vs. スローン・スティーブンス             | ロジャーズ・カップ決勝     | 7–6(8–6), 3–6, 6–4      |
| 2019 | 大坂なおみ vs. ビアンカ・アンドレースク                 | チャイナ・オープン準々決勝 | 5–7, 6–3, 6–4           |
| 2020 | シモナ・ハレプ vs. エレーナ・リバキナ                   | ドバイ・テニス選手権決勝   | 3–6, 6–3, 7–6(7–5)      |

## ファンが選ぶ最も好きなグランドスラムの試合
| 年   | 受賞試合                                              | 大会                | 結果               |
| ---- | ----------------------------------------------------- | ------------------- | ------------------ |
| 2014 | マリア・シャラポワ vs. シモナ・ハレプ                 | 全仏オープン決勝    | 6–4, 6–7(5–7), 6–4 |
| 2015 | ビクトリア・アザレンカ vs. アンゲリク・ケルバー       | 全米オープン3回戦   | 7–5, 2–6, 6–4      |
| 2016 | ドミニカ・チブルコバ vs. アグニエシュカ・ラドワンスカ | ウィンブルドン4回戦 | 6–3, 5–7, 9–7      |
| 2017 | マリア・シャラポワ vs. シモナ・ハレプ                 | 全米オープン1回戦   | 6–4, 4–6, 6–3      |
| 2018 | シモナ・ハレプ vs. アンゲリク・ケルバー               | 全豪オープン準決勝  | 6–3, 4–6, 9–7      |
| 2019 | 大坂なおみ vs. ペトラ・クビトバ                       | 全豪オープン決勝    | 7–6(7–2), 5–7, 6–4 |
| 2020 | ビクトリア・アザレンカ vs. セリーナ・ウィリアムズ     | 全米オープン準決勝  | 1–6, 6–3, 6–3      |

## ファンが選ぶ最も好きな選手のtwitter
| 年   | 受賞選手                         | 国         |
| ---- | -------------------------------- | ---------- |
| 2012 | キャロライン・ウォズニアッキ     | デンマーク |
| 2013 | マリア・シャラポワ               | ロシア     |
| 2014 | キャロライン・ウォズニアッキ (2) | デンマーク |
| 2015 | マリア・シャラポワ (2)           | ロシア     |

## ファンが選ぶ最も好きな選手のFacebook
| 年   | 受賞選手                     | 国         |
| ---- | ---------------------------- | ---------- |
| 2012 | アグニエシュカ・ラドワンスカ | ポーランド |
| 2013 | マリア・シャラポワ           | ロシア     |
| 2014 | マリア・シャラポワ (2)       | ロシア     |
| 2015 | マリア・シャラポワ (3)       | ロシア     |